# Vanessa itea
Vanessa itea é uma espécie de borboleta nativa da Austrália, Nova Zelândia, Ilha Lord Howe e Ilhas Norfolk. O nome maori é kahukowhai, que significa "manto amarelo". O almirante amarelo é membro da família Nymphalidae, da subfamília Nymphalinae e da tribo Nymphalini.

## Descrição
É uma borboleta de tamanho médio, com uma envergadura variável de 48 a 50 mm na Tasmânia, e 48 a 55 mm na Nova Zelândia. A parte superior das asas anteriores é marrom escuro a preto em direção às bordas externas, com três pequenas manchas brancas e uma barra amarela larga e brilhante, e vermelho opaco mais perto do corpo. As asas traseiras são de um vermelho fosco com uma borda preta e uma fileira de círculos pretos com centros azuis claros perto da borda.

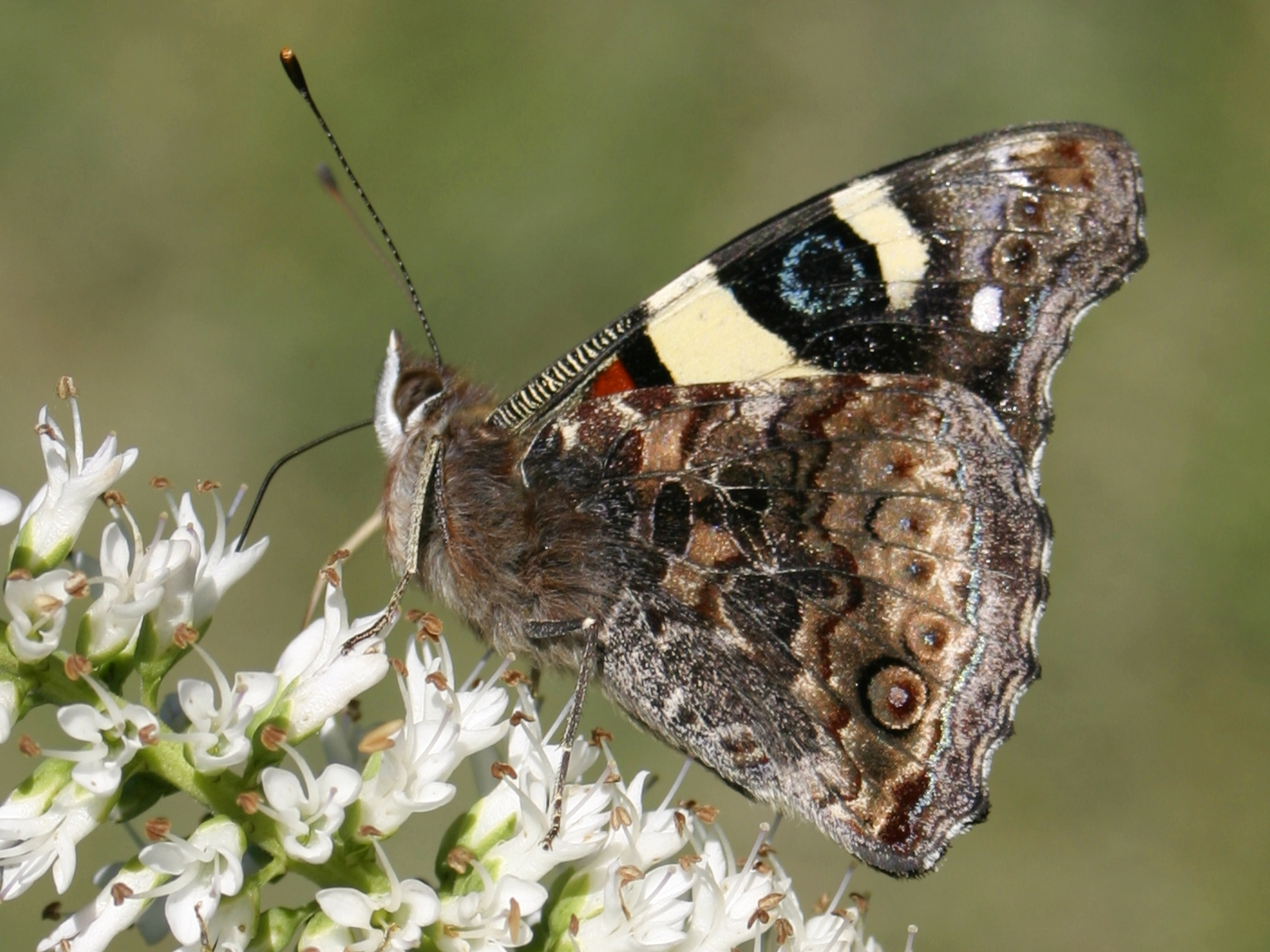
Detalhes na asa

As asas inferiores são muito diferentes, a asa traseira tem vários tons de marrom com marcas irregulares e enigmáticas; a parte inferior da asa anterior tem uma mancha azul em um fundo preto que é destacada por uma área amarela acima e abaixo.

## Distribuição e habitat
São relativamente comuns em toda a sua extensão, onde quer que suas plantas alimentícias ocorram. Preferem campos abertos, terrenos baldios e jardins onde estão presentes as urtigas, Urtica incisa e Urtica urens. Encontra-se em até 1000 m acima do nível do mar.
É rápido e resistente. Acredita-se que sobreviva a viagens sopradas pelo vento da Austrália à Nova Zelândia, através do Mar da Tasmânia.

## Ciclo da vida

### Ovos
Os ovos são verdes claros, com nervuras e em forma de barril. Eles geralmente são colocados sozinhos, às vezes em pares, nas folhas de urtiga que a larva vai comer.

### Larva
As lagartas variam do preto ao cinza, amarelo-esverdeado ou marrom, com linhas e manchas mais claras correndo lateralmente ao longo de suas costas. Elas são cobertos por várias fileiras de saliências espinhosas. Elas têm seis pernas verdadeiras e dez prolegs.
Elas preferem comer urtigas e, dependendo da disponibilidade, alimentam-se de Urtica incisa, Urtica urens, Parietaria debilis, Pipturus argenteus, Parietaria australis, Parietaria cardiostegia, Parietaria judaica e Soleirolia soleirolii. Elas se alimentam à noite; durante o dia elas se escondem em uma folha enrolada para proteção.
Crescem para cerca de 30 mm de comprimento antes da pupa. A pupa tem cerca de 20 mm de comprimento e é cinzenta ou acastanhada, com saliências pontiagudas e tem duas manchas brancas/prateadas de cada lado.

### Adulta

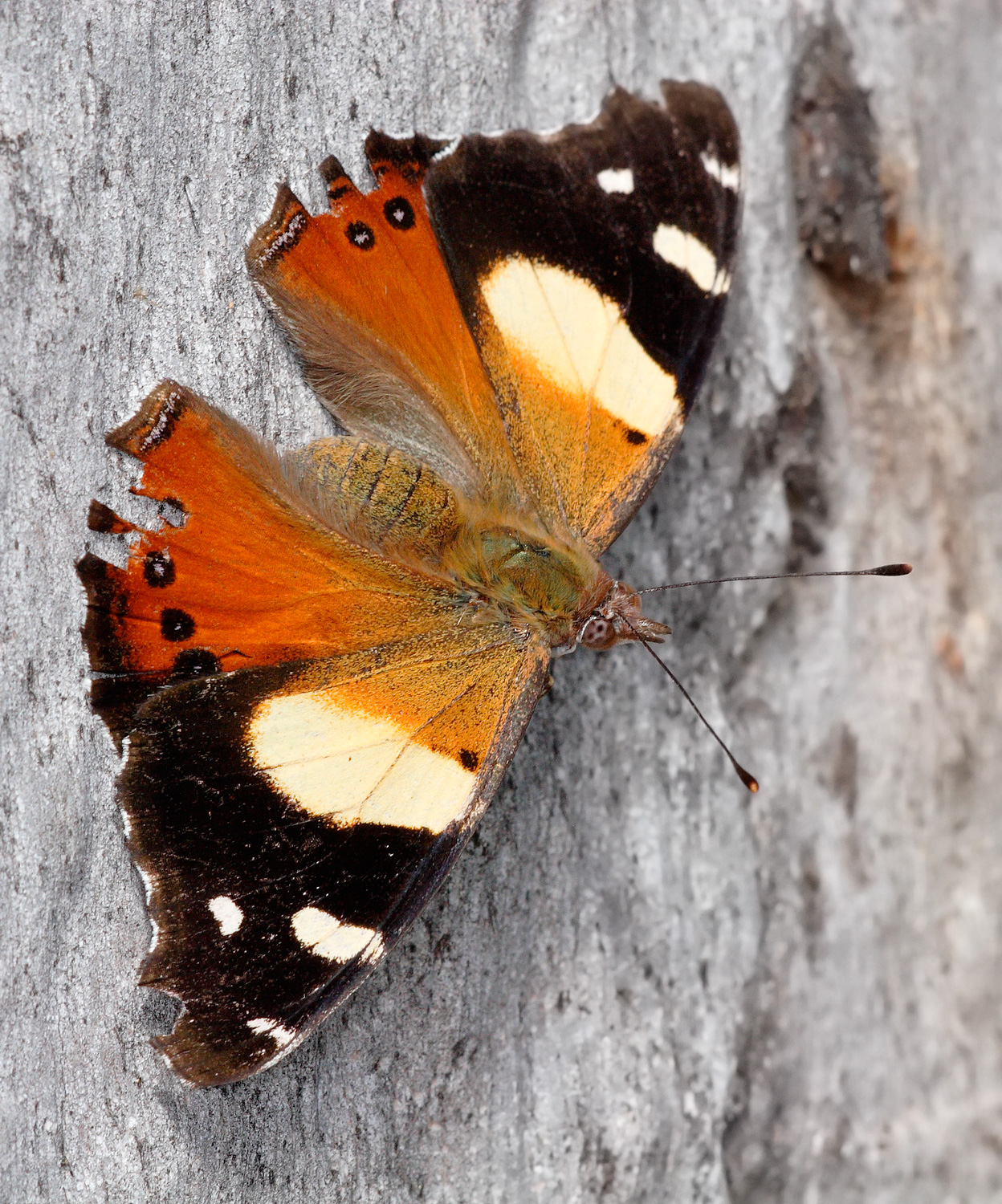
Com uma vida longa, muitas vezes acabam com as pontas das asas danificadas

O período de voo do adulto abrange todos os meses mais quentes do ano e, portanto, varia com a localização, por exemplo, na Tasmânia é de novembro a maio, enquanto em Victoria é de setembro a abril. Os indivíduos podem viver por vários meses. Os adultos se alimentam do néctar das flores disponíveis, e às vezes seiva da infiltração das árvores. Normalmente, a última ninhada da estação sobrevive como larva até a próxima estação, mas em algumas áreas sobrevive como um adulto dormente durante o inverno.

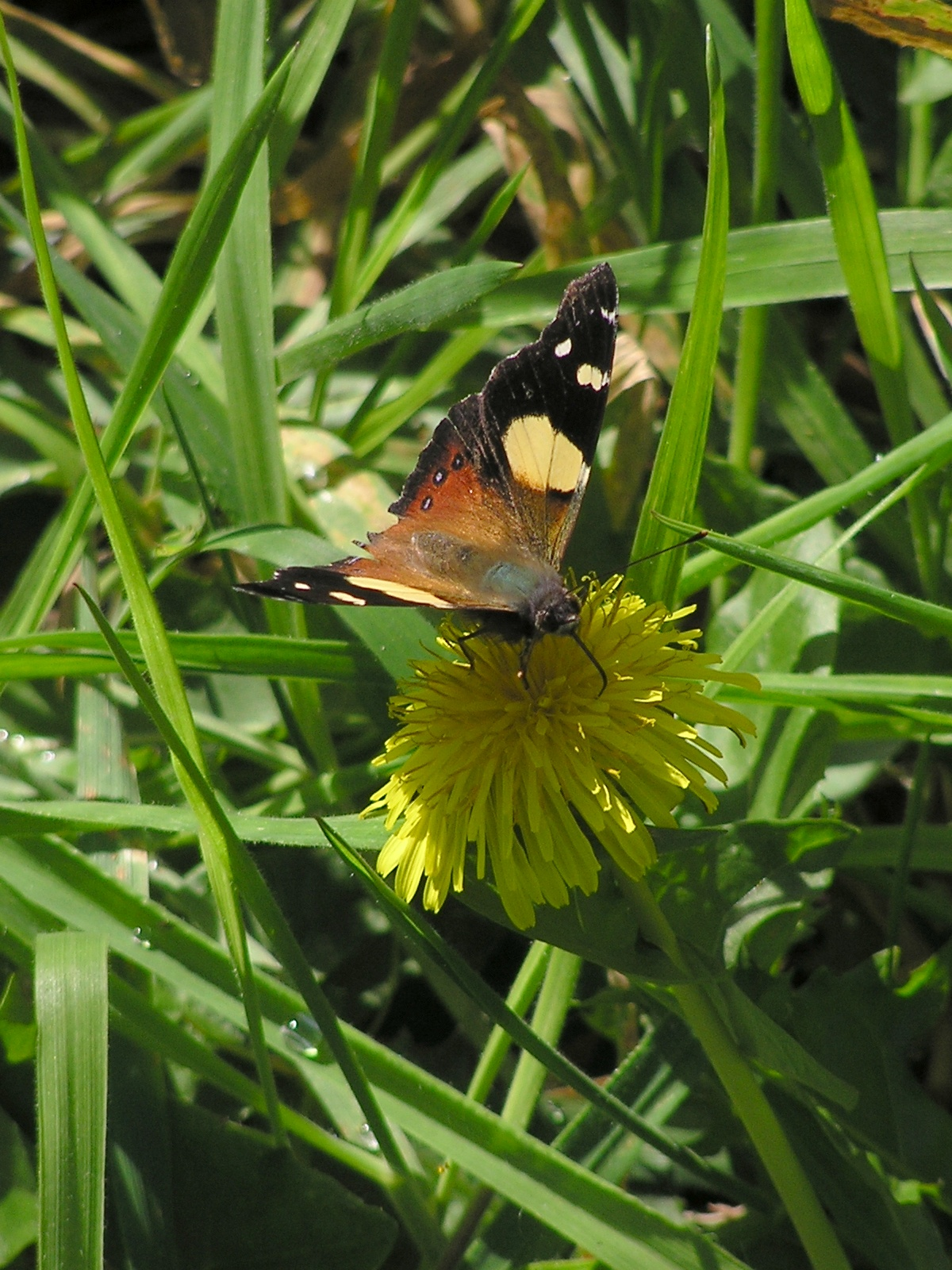
Comendo um néctar
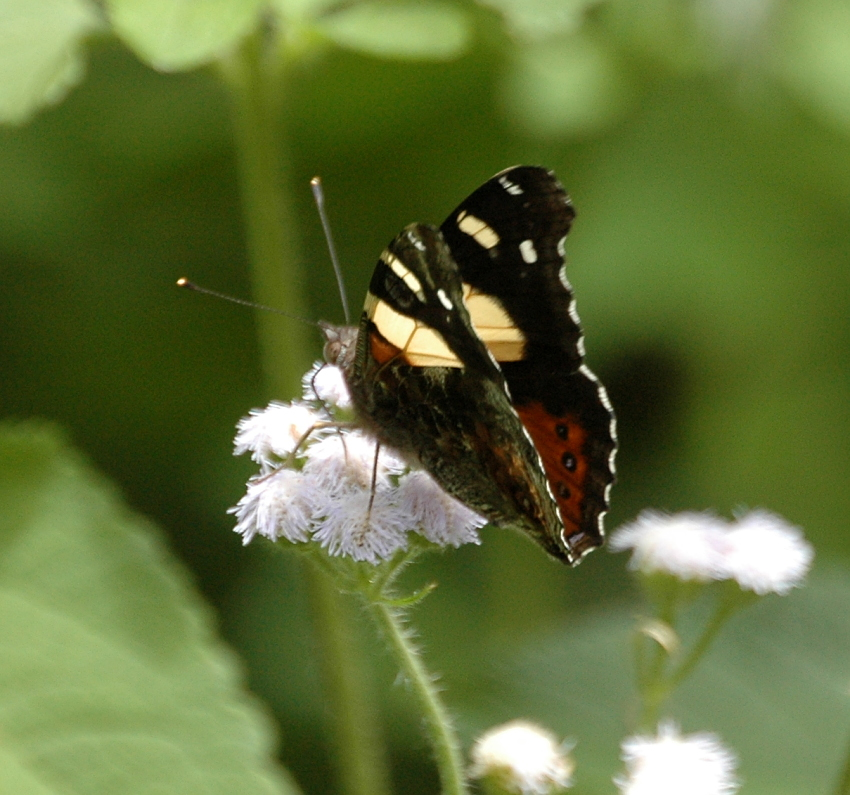
Monte Mee, Queensland, Austrália

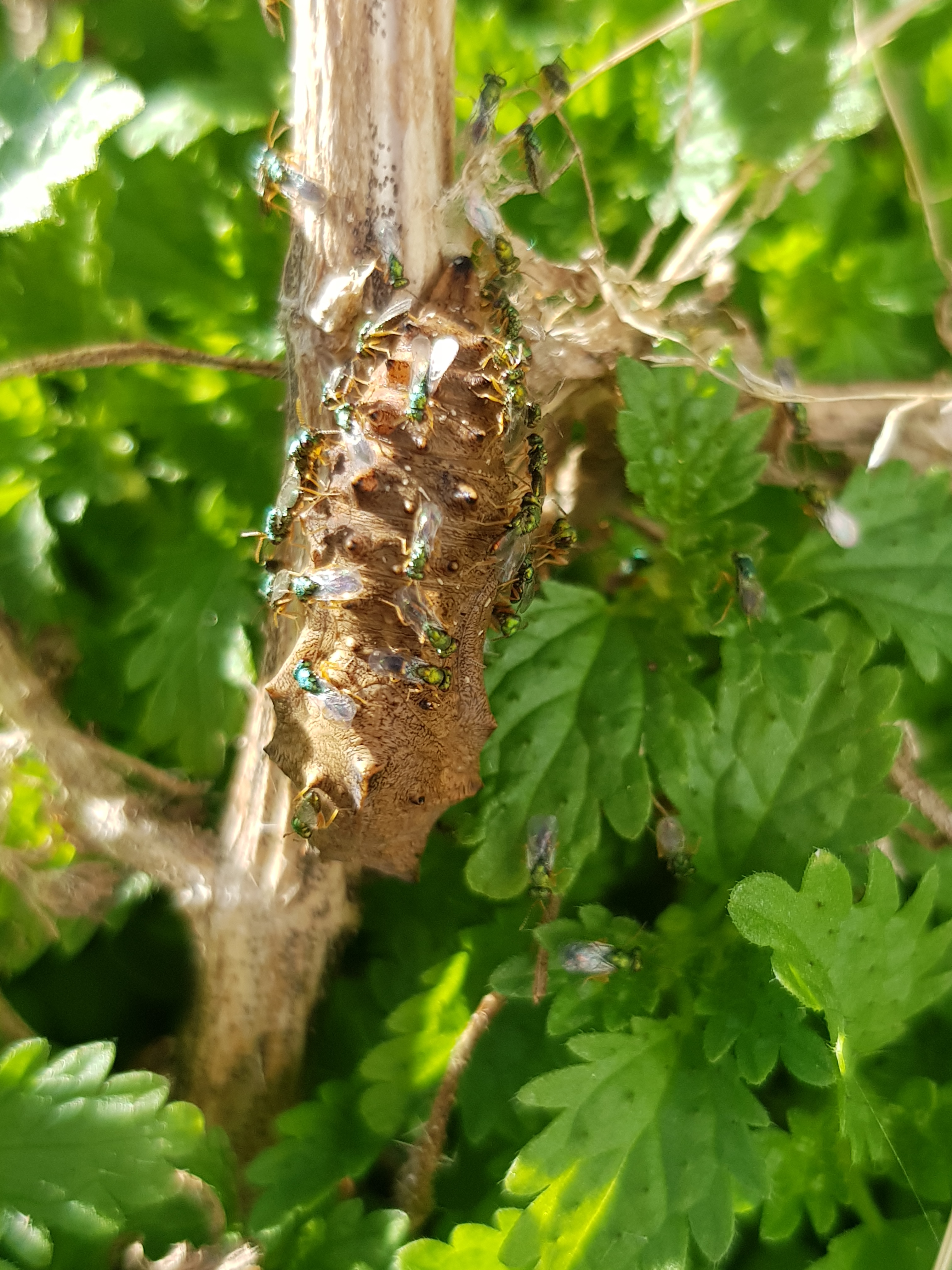
Com Pteromalus puparum

Na Nova Zelândia, Vanessa itea foram parasitadas tanto pela espécie de vespa auto-introduzida Echthromorpha intricatoria quanto pela vespa introduzida Pteromalus puparum.